# Comops ruficornis
Comops ruficornis är en tvåvingeart som beskrevs av Aldrich 1934. Comops ruficornis ingår i släktet Comops och familjen parasitflugor. Inga underarter finns listade i Catalogue of Life.